# Schultüte
En Schultüte (ty., på dansk: sukkerkræmmerhus) er et kræmmerhus med slik, som tyske børn traditionelt får med i skole på deres første skoledag.
Traditionen kendes fra begyndelsen af 1800-tallet i Sachsen og Thüringen, men har i dag bredt sig til hele det tysktalende område.
Oprindeligt afleverede forældrene børnenes Schultüte til skolen, og børnene fik at vide, at der voksede et træ med Schultüten hjemme hos læreren, og når disse Schultüten var store nok, var det på tide at begynde i skole!
I dag lægger man mange steder også små stykker legetøj og skolesager i poserne.
Schultüten kendes også fra de danske skoler i Sydslesvig .
I Schlesien i Polen blev skikken bibeholdt selv efter den tyske befolknings tvungen genbosættelse. Der er "sukkerposen" kendt under låneordet "Tyta".

## Galleri
- Lille Bertha går forsigtigt ned af trappen for ikke at bringe sin Schultüte i fare. Fra: Neues Zuckerdütenbuch (1859)
- Et barn med en Schultüte, 1953
- Et barn med en Schultüte, 1970